# Cédric Jimenez
Cédric Jimenez (ur. 26 czerwca 1976 w Marsylii) – francuski reżyser, scenarzysta i producent filmowy pochodzenia hiszpańskiego.

## Kariera
Filmowa kariera Jimeneza rozpoczęła się od filmów dokumentalnych. W 2003 roku, po długim pobycie w Nowym Jorku powrócił do Francji, gdzie uczestniczył w realizacji filmu dokumentalnego pod tytułem Who's The Boss (Boss Of Scandalz Strategyz) o słynnej wytwórni hip-hopowej. Kilka lat później brał udział w realizacji filmu Skorpion (2007) w reżyserii Juliena Seriego o powrocie na ring upadłego tajskiego boksera, granego przez Clovisa Cornillaca. Kontynuował współpracę z tym aktorem przy filmie science-fiction Eden Log (2007).
Od 2012 roku Cédric Jimenez zajął się reżyserowaniem filmów fabularnych. Wraz z Arnaudem Duprey tworzy oryginalny i ambitny pełnometrażowy thriller Aux yeux de tous, opowiadający o dwójce terrorystów (Mélanie Doutey i Olivier Barthélémy). Film został pokazany na Międzynarodowym Festiwalu Thrillerów w Beaune.
Dwa lata później, w filmie Marsylski łącznik (2014), zestawił razem Gillesa Lellouche'a oraz Jeana Dujardina w kryminale, którego akcja rozgrywała się w Marsylii pośród międzynarodowego handlu heroiną, a inspiracją było morderstwo sędziego Pierre'a Michela. Film miał swoją premierę na MFF w Toronto.
Kryptonim HHhH (2017) był adaptacją bestsellerowej powieści Laurenta Bineta i poświęcony był zamachowi na życie nazistowskiego przywódcy Reinharda Heydricha. W obsadzie tego anglojęzycznego thrillera znaleźli się m.in. Jason Clarke, Rosamund Pike, Jack O'Connell czy Mia Wasikowska.

### Życie prywatne
Żonaty z reżyserką, scenarzystką i dziennikarką Audrey Diwan, z którą ma dwoje dzieci.

## Filmografia

### Reżyser
- 2012: Aux yeux de tous
- 2014: Marsylski łącznik (La French)
- 2017: Kryptonim HHhH (HHhH)
- 2020: Północny bastion (BAC Nord)
- 2022: Listopad (Novembre)[1]
- 2022: Verde (w produkcji)[2]